# Цим, Иоганн Иванович
Иоганн Иванович (Иоганн-Антон) Цим (1810—1895) — русский архитектор немецкого происхождения, академик архитектуры Императорской Академии художеств.
Уроженец Гамбурга. Окончил Копенгагенский Политехнический институт. В 1830 году Петербургской Академией художеств И. И. Циму было присвоено звание неклассного художника. В 1852 году был признан «назначенным» художником. В 1858 году получил звание академика архитектуры.

## Проекты в Санкт-Петербурге
| Дата постройки  | Адрес                                                                                           | Описание | Примечание | Изображение                               | Статус                                                                            |  |
| --------------- | ----------------------------------------------------------------------------------------------- | --- | --- | ----------------------------------------- | --------------------------------------------------------------------------------- |  |
| 1840            | Лермонтовский проспект, д. № 4                                                                  | Дом С. Я. Боль — дом Соболевой | В этом доме в 1926—1941 годах жил оперный певец Н. К. Печковский. | Лермонтовский пр., 4                      |                                                                                   |  |
| 1840            | Малый проспект Васильевского острова, д. № 37 / 12-я линия В. О., д. № 49                       | Доходный дом. В 1879—1880 годах арх. В. М. Некора достроил дом до 4-х этажей и продлил по Малому проспекту до границы с д. № 35                                                              | В 1890-х в этом доме провел детские годы писатель М. М. Зощенко | Малый проспект, д. № 39 и 37              |                                                                                   |  |
| 1840            | 7-я линия В. О., д. № 4 / Академический переулок, д. № 7 — правая часть                         | Дом А. М. Аргамакова (Х. Крюгера) (надстройка). В 1874 году перестроен арх. Л. Л. Петерсоном                                                                                                 | | Дом А. М. Аргамакова (Х. Крюгера)         | памятник архитектуры (вновь выявленный объект) [ 4 ]                              |  |
| 1842            | Средний проспект, д. № 8 / Тучков переулок, д. № 20                                             | Жилой дом | | Тучков пер., д. № 20 (в центре снимка)    |                                                                                   |  |
| 1843            | Вознесенский проспект, д. № 33                                                                  | Дом Ф. Ф. Моравица | | Вознесенский, 33                          | памятник архитектуры (вновь выявленный объект) [ 4 ]                              |  |
| 1843            | Вознесенский проспект, д. № 53                                                                  | Дом Пальгуновой | | Вознесенский, 53                          | памятник архитектуры (вновь выявленный объект) [ 4 ]                              |  |
| 1846            | Спасский переулок, д. № 7                                                                       | Доходный дом (перестройка) | | Спасский пер. 7 (в центре снимка)         |                                                                                   |  |
| 1847            | Казначейская улица, д. № 1 / Набережная канала Грибоедова, д. № 61                              | Доходный дом А. А. Астафьевой | В этом доме а квартире № 4 с сентября 1861 года по август 1863 года жил Ф. М. Достоевский. В этом же доме в квартире М. М. Достоевского, располагалась редакция журналов «Время» и «Эпоха». | Казначейская, 1                           | памятник архитектуры (вновь выявленный объект) [ 4 ]                              |  |
| 1849            | Английский проспект, д. № 29 / Улица Союза Печатников, д. № 28                                  | Доходный дом (перестройка, включен существовавший дом). В 1901 году перестроен и расширен П. М. Мульхановым                                                                                  | В этом доме до 1906 года жил И. Ф. Кшесинский | Английский 29, Союза Печатников 28        |                                                                                   |  |
| 1853—1855, 1861 | Набережная канала Грибоедова, д. № 117 / Проспект Римского-Корсакова, д. № 27                   | Доходный дом (включен существовавший дом) | | Канал Грибоедова, 117                     |                                                                                   |  |
| 1855            | Средний проспект В. О., д. № 40                                                                 | Особняк В. И. Турчаниновой. Полная перестройка фасада с использованием форм барокко. В 1880—1882 годах особняк был снова перестроен арх. А. И. Ковшаровым                                    | | Особняк В. И. Турчаниновой. Деталь фасада | памятник архитектуры (региональный)                                               |  |
| 1855            | Большой проспект Васильевского острова, д. № 40 / 15-я линия В. О., д. № 8                      | Доходный дом (надстройка 4-м этажом, корпус по 15-й линии). Совместно с арх. Н. В. Трусовым                                                                                                  | В этом доме жил композитор А. Н. Серов и его жена В. С. Бергман, здесь же родился и провел детские годы их сын — художник В. А. Серов                                                       | 15-я линия ВО, 8                          | Объект культурного наследия № 7802713000                                          |  |
| 1856            | Улица Союза Печатников, д. № 8                                                                  | Доходный дом (изменение фасада) | |                                           |                                                                                   |  |
| 1856—1857       | Переулок Пирогова, д. № 21                                                                      | Доходный дом | | Пер. Пирогова, 21                         |                                                                                   |  |
| 1857            | Средний проспект В. О., д. № 47 / 11-я линия В. О., д. № 34, правая часть                       | Доходный дом. В 1910—1911 годах архитектор А. Ф. Барановский возвел на месте этого строения новое — доходный дом А. А. и А. С. Заварзиных                                                    | |                                           |                                                                                   |  |
| 1858            | Стремянная улица, д. № 8                                                                        | Доходный дом Самойловых (перестройка) | В этом доме находится мемориальная квартира семьи актёров Самойловых | Доходный дом Самойловых                   | памятник архитектуры                                                              |  |
| 1858            | Большая Морская улица, д. № 65 / Конногвардейский переулок, д. № 10 / Почтамтская улица, д.№ 20 | Доходный дом В. А. Заешникова (надстройка) | | Доходный дом В. А. Заешникова             |                                                                                   |  |
| 1858            | 11-я линия В. О., д. № 10                                                                       | Дом К. Ротауге (надстройка 4-м этажом) | В 1860-х годах в этом доме жил ботаник А. Н. Бекетов. В 1894—1904 годах в доме находилась мастерская скульптора М. Л. Диллон                                                                | Дом К. Ротауге                            | памятник архитектуры (вновь выявленный объект) [ 4 ]                              |  |
| 1858            | 2-я линия В. О., д. № 11 / Улица Репина, д. № 12                                                | Доходный дом В. А. Богданова | | Доходный дом В. А. Богданова              | памятник архитектуры (вновь выявленный объект) [ 4 ]                              |  |
| 1859            | 4-я линия В. О., д. № 31                                                                        | Особняк А. Ф. Малыгина (надстройка) | В дворовом флигеле дома в 1915—1929 годах жил художник А. А. Рылов. | 4 линия ВО, 31                            | Объект культурного наследия № 7802707000                                          |  |
| 1860            | 12-я линия В. О., д. № 23                                                                       | Дом купца Б. Буха. Жилой флигель | |                                           |                                                                                   |  |
| 1860            | Английская набережная, д. № 64 / Галерная улица, д. № 65                                        | Дом А. Н. Стобеуса — дом С. В. Линдес — здание Шведского посольства (отделка фасада по набережной)                                                                                           | | Английская наб., 64                       | памятник архитектуры (вновь выявленный объект) [ 4 ]                              |  |
| 1860            | Набережная Мойки, д. № 73 / Гороховая улица, д. № 15                                            | Дом статского советника Д. Н. Меншикова (перештукатурка фасадов, каменные службы во дворе). В 1906—1907 годах на месте этого дома построено здание Торгового дома «С. Эсдерс и К. Схейфальс» | |                                           |                                                                                   |  |
| 1860—1861       | Набережная канала Грибоедова, д. № 119—121 / Проспект Римского-Корсакова, д. № 14               | Дома Я. А. Фохтса — дома Ф. М. и М. М. Богомольцев (угловой дом, перестройка) | | Канал Грибоедова, 119                     | памятник архитектуры (вновь выявленный объект) [ 4 ]                              |  |
| 1863            | 5-я линия В. О., д. № 28                                                                        | Особняк Ф. Пеца | |                                           | памятник архитектуры (вновь выявленный объект) [ 4 ]                              |  |
| 1863—1864       | Набережная Адмиралтейского канала, д. № 5/ Галерная улица, д. № 30                              | Доходный дом А. В. Старчевского | | Наб. Адмиралтейского канала, 5            |                                                                                   |  |
| 1863—1865       | Английская набережная, д. № 44 / Галерная улица, д. № 45                                        | Доходный дом А. В. Старчевского по Галерной улице (перестройка и надстройка) | | Галерная ул., 45                          | Объект культурного наследия № 7810014000                                          |  |
| 1867            | Подольская улица, д. № 14, правая часть                                                         | Доходный дом (включен существовавший дом) | | Подольская ул., 14                        |                                                                                   |  |
| 1867—1871       | Набережная Мойки, д. № 86 / Прачечный переулок, д. № 2                                          | Особняк О. Монферрана — особняк В. И. Мятлева (перестройка, изменение интерьеров, постройка галерей и дворовых флигелей, рустовка фасада)                                                    | | Особняк О. Монферрана                     | Объект культурного наследия № 7810051000                                          |  |
| 1872            | Почтамтская улица, д. № 2 / Исаакиевская площадь, д. № 9                                        | Дом Мятлевых (трёхэтажный флигель по Почтамтской улице — особняк П. И. Мятлева) | | Почтамтская улица, 2                      | Объект культурного наследия № 7810037000                                          |  |
| 1872            | 6-я линия В. О., д. № 3 / Академический переулок, д. № 10                                       | Дом Е. И. Иванова (перестройка) | | Дом Е. И. Иванова                         | памятник архитектуры (вновь выявленный объект) [ 4 ]                              |  |
| 1874            | Большая Морская улица, д. № 50                                                                  | Особняк Г. А. Лепена (перестройка) | | Особняк Г. А. Лепена                      | памятник архитектуры (вновь выявленный объект) [ 4 ]                              |  |
| 1875            | 8-я линия В. О., д. № 27                                                                        | Дом Л. И. Кнол (Ф. В. Шиллера) (надстройка четвёртым этажом, изменение фасада) | В 1860-х годах в доме жил адмирал И. П. Епанчин, в 1872—1874 годах — филолог-славист И. И. Срезневский, в 1890-х — физик Д. К. Бобылёв                                                      | Дом Л. И. Кнол (Ф. В. Шиллера)            | памятник архитектуры (вновь выявленный объект) [ 4 ]                              |  |
| 1875—1876       | 6-я линия В. О., д. № 27                                                                        | Доходный дом художника Е. И. Ботмана (перестройка) | |                                           |                                                                                   |  |
| 1879            | Большой проспект Васильевского острова, д. № 50                                                 | Два жилых флигеля во дворе доходного дома Н. П. Демидова, построенные И. И. Цимом для тогдашнего владельца Ф. И. Фирса с включением более ранних построек                                    | |                                           | Объект культурного наследия № 7802294002 Объект культурного наследия № 7802294003 |  |